# 베아트리스 루엥고
베아트리스 루엥고 곤살레스(스페인어: Beatriz Luengo González, 1982년 12월 23일 ~ )는 스페인의 배우, 배우, 댄서, 사업가이다.

## 음반 목록
- Mi generación (2005)
- BL (2006)
- Carrousel (2008)
- Bela y sus moskitas muertas (2011)
- Cuerpo y alma (2018)